# Eucondylops reducta
Eucondylops reducta là một loài Hymenoptera trong họ Apidae. Loài này được Michener mô tả khoa học năm 1970.